# Ню Йорк Джетс
Ню Йорк Джетс (на английски: New York Jets) е отбор по американски футбол, състезаващ се в Източната дивизия на Американската футболна конференция на Националната футболна лига.
Създаден е през 1959 г. и първоначално се нарича „Титаните от Ню Йорк“ (на английски: Titans of New York). До 1970 г. участва в Американската футболна лига (АФЛ).
Единствения си Супербоул, „Джетс“ печелят преди обединението на НФЛ и АФЛ – през 1968 г., благодарение на легендарния си куотърбек Джо Неймит.
„Ню Йорк Джетс“ играе срещите си в Ийст Ръдърфорд, Ню Джърси, на „Метлайф Стейдиъм“. Стадионът е построен през 2010 г. и на него играе домакинските си мачове и „Ню Йорк Джайънтс“.

## Факти
Основан: през 1959 г.; присъединява се към Националната футболна лига през 1970 година при сливането на двете главни професионални футболни лиги по времето – Националната футболна лига (НФЛ) и Американската Футболна Лига (АФЛ).
Основни „врагове“: Ню Инглънд Пейтриътс, Маями Долфинс, Ню Йорк Джайънтс
Носители на Супербоул: (1)
- 1968

Шампиони на АФЛ: (1)
- 1968

Шампиони на конференцията: (0)
Шампиони на дивизията: (4)
- АФЛ Изток: 1968, 1969
- АФК Изток: 1998, 2002

Участия в плейофи: (14)
- АФЛ: 1968, 1969
- НФЛ: 1981, 1982, 1985, 1986, 1991, 1998, 2001, 2002, 2004, 2006, 2009, 2010